# マッカーサー・セントラル (ブリスベン)
マッカーサー・セントラル, MacArthur Central ビルは、オーストラリア連邦 クイーンズランド州 ブリスベン（クイーン・ストリートと、エドワード・ストリートの北東角）に位置する建物

## 略史
1930 − 1934年 に建設
第二次世界大戦時の1942年から1944年、ダグラス・マッカーサーが連合軍南西太平洋域本部に使用した
今日では、ショッピング・センター、医療センター、ニューズ・エージェンシー、薬局、書店、小売店などに使用されている。
連合軍本部に使われた砂岩づくりのビルは、センターの北西の角に位置し、マッカーサーが作戦に使っていた9階（Level8）の部屋は、現在「マッカーサー博物館」として、火・木・日に開室されている。